# Gryveldammen
Gryveldammen är en sjö i Älvdalens kommun i Dalarna och ingår i Dalälvens huvudavrinningsområde. Sjön har en area på 2,1 kvadratkilometer och ligger 433,8 meter över havet. Sjön avvattnas av vattendraget Gryvlan. Vid provfiske har abborre, gädda och mört fångats i sjön.

## Delavrinningsområde
Gryveldammen ingår i det delavrinningsområde (680229-138161) som SMHI kallar för Utloppet av Gryvelstamn. Medelhöjden är 444 meter över havet och ytan är 6,79 kvadratkilometer. Det finns ett avrinningsområde uppströms, och räknas det in blir den ackumulerade arean 56,35 kvadratkilometer. Gryvlan som avvattnar avrinningsområdet har biflödesordning 2, vilket innebär att vattnet flödar genom totalt 2 vattendrag innan det når havet efter 389 kilometer. Avrinningsområdet består mestadels av skog (54 procent). Avrinningsområdet har 2,07 kvadratkilometer vattenytor vilket ger det en sjöprocent på 30,5 procent.